# Daïra de Zighoud Youcef
La daïra d'Aïn Abid est une circonscription administrative algérienne située dans la wilaya de Constantine et la région du Constantinois. Son chef-lieu est Aïn Abid.

## Histoire
En 1974 la daïra fait partie de la wilaya de Skikda, et en 1984 elle devient une partie de la wilaya de Constantine.

## Communes
La daïra comprend 2 communes : Zighoud Youcef, Beni Hamiden.